# Mattia Runggaldier
Pour les articles homonymes, voir Runggaldier.
Mattia Runggaldier, né le 3 mai 1992 à Bolzano, est un coureur italien du combiné nordique.

## Biographie
Né à Bolzano et résidant à Santa Cristina Valgardena, il est le troisième fils de Carl Runggaldier et Emanuela Wanker ; il a un frère et une sœur plus âgés (Benjamin, entraîneur de saut à ski, et Elena, sauteuse à ski) et une sœur plus jeune (Anna, qui à son tour s'est aventurée dans le saut à ski pendant une courte période). 
S'entraînant avec les Fiamme Gialle, il rejoint l'équipe nationale en 2006 et participe aux Championnats du monde junior à Erzurum (Turquie) en 2012, remportant une médaille d'or en individuel et une d'argent à l'épreuve par équipes. 
En Coupe duonde, il a fait ses débuts le 10 janvier 2009 à Val di Fiemme avec une 48e place. Il n'a jamais participé aux Jeux olympiques d'hiver. 
Il prend sa retraite sportive à l'issue de la saison 2016-2017.

## Palmarès

### Championnats du monde junior
- médaille d'or or (individuel à Erzurum en 2012).
- médaille d'argent (compétition par équipes à Erzurum en 2012).

### Coupe continentale
Il compte un podium individuel en mars 2012 à Predazzo.

### Championnats d'Italie
- 2 médailles de bronze (individuel en 2009, individuel en 2011) .